# Маропати

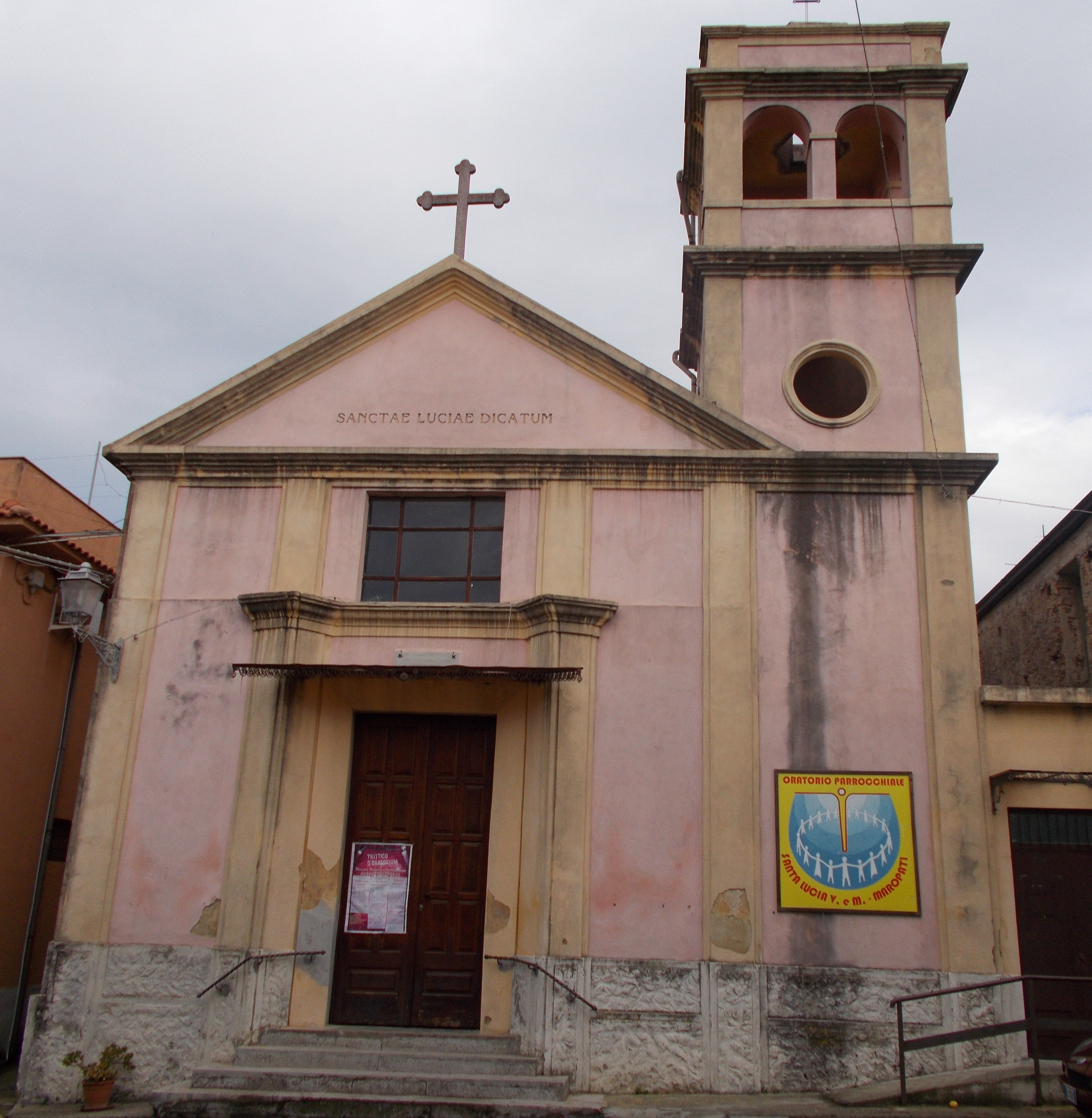
Храм святой Лючии

Маропати (итал. Maropati) — коммуна в Италии, располагается в регионе Калабрия, подчиняется административному центру Реджо-Калабрия.
Население составляет 1736 человек, плотность населения составляет 174 чел./км². Занимает площадь 10 км². Почтовый индекс — 89020. Телефонный код — 0966.
Покровителем коммуны почитается святой Георгий, празднование 23 апреля.